# Bad Astronaut
Bad Astronaut est un groupe de pop punk américain. Il est formé en 2000 comme projet parallèle du chanteur de Lagwagon, Joey Cape.

## Biographie
Bad Astronaut est formé en 2000 comme projet parallèle du chanteur de Lagwagon, Joey Cape. Le groupe publie son premier album studio, intitulé Acrophobe, en 2001 au label Honest Don's Records. Leur deuxième album studio, Houston: We Have a Drinking Problem, est publié en 2002, toujours au label Honest Don's Records.
Twelve Small Steps, One Giant Disappointment sera leur dernier album comme l'annonce Joey Cape sur leur site officiel à la suite du suicide du batteur Derrick Plourde en mars 2005 :
« I consider this record to be the final Bad Astronaut album because without Derrick, there is no Bad Astronaut. » Twelve Small Steps, One Giant Disappointment est publié en 2006 au label Fat Wreck Records.
En 2010, le groupe annonce la réédition de leur premier album en format vinyle limité à 150 exemplaires transparents, 250 vinyles blancs, 300 solid baby blue, et 300 vinyles noirs. Toutefois, Bad Astronaut se remet à tourner de façon irrégulière depuis. En 2013, ils jouaient au festival Hits and Pits, en Australie. En décembre 2016, Fat Wreck Records annonce le décède du batteur du groupe, Erik Herzog.

## Discographie
- 2001 : Acrophobe
- 2002 : War of the Worlds (avec Armchair Martian)
- 2002 : Houston, we Have a Drinking Problem
- 2006 : Twelve Small Steps, One Giant Disappointment

## Membres
- Joey Cape - guitare, chant
- Marko 72 - basse
- Derrick Plourde - batterie
- Angus Cooke
- Todd Capps - claviers, chant
- Erik Herzog - batterie (décédé en 2016)